# أحمد بوعذار
أحمد بوعذار (بالفارسية: احمد بوعذار) هو لاعب كرة قدم إيراني. حضر أحمد بوعذار خلال مسيرته الرياضية في عدة فرق ومنها فريق استقلال اهواز لكرة القدم الإيراني.